# 今井智久
今井 智久（いまい ともひさ、1969年12月4日 - ）は、テレビ愛知 (TVA) の報道記者、テレビディレクター。元鹿児島読売テレビ (KYT) のアナウンサー。

## 来歴
愛知県名古屋市出身。愛知県立千種高等学校、早稲田大学卒業。
大学を卒業後、1994年に鹿児島読売テレビに入社。同期に長島崇彦、蛭川雄二（当時は営業部所属）、糸永直美、近藤久美子がいる。同局のアナウンサー1期生であり、入社1日目から『KYTニュースプラス1』のメインキャスターを務めていた。同期の長島がキャスターに就任してからは、『ズームイン!!朝!』の鹿児島担当キャスターを務めていた。2001年に鹿児島読売テレビを退社。
退社後は名古屋へ帰郷し、地元局のテレビ愛知に入社した。一時期キー局のテレビ東京 (TX) へ出向し、同局で『ワールドビジネスサテライト』のディレクターを務めていた。出向期間の終了後にはテレビ愛知へ戻り、同局の報道記者を務めている。2018年時点では報道制作局の部長に就任している。

## アナウンサー時代の担当番組
- KYTニュースプラス1
- ズームイン!!朝!（日本テレビ）[1]
- DREAM'N KYT[1]